# ورزشگاه المپیک مونترآل
 ورزشگاه المپیک مونترآل (به فرانسوی: Stade Olympique de Montréall) ورزشگاهی چند منظوره در شهر مونترآل، کانادا است.
این ورزشگاه که در سال ۱۹۷۳ میلادی شروع به ساخته شده و در سال ۱۹۷۶ به بهره‌برداری رسیده است، ظرفیت آن ۶۶٬۳۰۸ نفر است.
ورزشگاه المپیک مونترآل یکی از ورزشگاه‌های مورد استفاده در بازی‌های المپیک تابستانی ۱۹۷۶ است.

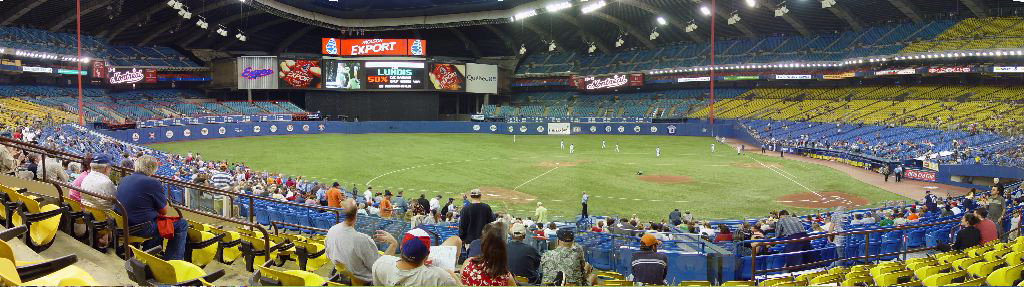
ورزشگاه المپیک مونترآل